# ATP Buenos Aires 2007 - Qualificazioni singolare
Le qualificazioni del singolare  dell'ATP Buenos Aires 2007 sono state un torneo di tennis preliminare per accedere alla fase finale della manifestazione. I vincitori dell'ultimo turno sono entrati di diritto nel tabellone principale. In caso di ritiro di uno o più giocatori aventi diritto a questi sono subentrati i lucky loser, ossia i giocatori che hanno perso nell'ultimo turno ma che avevano una classifica più alta rispetto agli altri partecipanti che avevano comunque perso nel turno finale.
Le qualificazioni del torneo ATP Buenos Aires  2007 prevedevano 16 partecipanti di cui 4 sono entrati nel tabellone principale.

## Teste di serie
1. Óscar Hernández (primo turno)
2. Olivier Patience (primo turno)
3. Stefano Galvani (ultimo turno)
4. Carlos Berlocq (Qualificato)

1. Gorka Fraile (ultimo turno)
2. Eduardo Schwank (primo turno)
3. Denis Gremelmayr (Qualificato)
4. Juan-Pablo Brzezicki (primo turno)

## Qualificati
1. Denis Gremelmayr
2. Diego Junqueira

1. Juan-Pablo Brzezicki
2. Carlos Berlocq

## Tabellone

### Legenda
| - Q = Qualificato - WC = Wild card - LL = Lucky loser | - ALT = Alternate - SE = Special Exempt - PR = Protected Ranking | - w/o = Walkover - r = Ritirato - d = Squalificato |

### Sezione 1
|  | Primo turno | Primo turno      | Primo turno      | Primo turno | Primo turno |  |  | Ultimo turno | Ultimo turno     | Ultimo turno     | Ultimo turno | Ultimo turno |  |
|  |             |                  |                  |             |             |  |  |              |                  |                  |              |              |  |
|  |             | Guido Pella      | Guido Pella      | 6           | 0           |  |  |              |                  |                  |              |              |  |
|  | 1           | Óscar Hernández  | Óscar Hernández  | 2           | 0r          |  |  |              | Guido Pella      | Guido Pella      | 3            | 1            |  |
|  | 7           | Denis Gremelmayr | Denis Gremelmayr | 6           | 7           |  |  | 7            | Denis Gremelmayr | Denis Gremelmayr | 6            | 6            |  |
|  |             | Pablo Andújar    | Pablo Andújar    | 3           | 6(10)       |  |  |              |                  |                  |              |              |  |

### Sezione 2
|  | Primo turno | Primo turno        | Primo turno | Primo turno | Primo turno |  |  | Ultimo turno | Ultimo turno    | Ultimo turno    | Ultimo turno | Ultimo turno |  |
|  |             |                    |             |             |             |  |  |              |                 |                 |              |              |  |
|  |             | Diego Junqueira    | 6           | 4           | 7           |  |  |              |                 |                 |              |              |  |
|  | 2           | Olivier Patience   | 3           | 6           | 6(8)        |  |  |              | Diego Junqueira | Diego Junqueira | 6            | 7            |  |
|  | 5           | Gorka Fraile       | 2           | 6           | 6           |  |  | 5            | Gorka Fraile    | Gorka Fraile    | 3            | 5            |  |
|  |             | Cristian Villagran | 6           | 4           | 3           |  |  |              |                 |                 |              |              |  |

### Sezione 3
|  | Primo turno | Primo turno          | Primo turno          | Primo turno | Primo turno |  |  | Ultimo turno | Ultimo turno         | Ultimo turno         | Ultimo turno | Ultimo turno |  |
|  |             |                      |                      |             |             |  |  |              |                      |                      |              |              |  |
|  | 3           | Stefano Galvani      | Stefano Galvani      | 6           | 6           |  |  |              |                      |                      |              |              |  |
|  |             | Edgardo Massa        | Edgardo Massa        | 4           | 0           |  |  | 3            | Stefano Galvani      | Stefano Galvani      | 3            | 6(5)         |  |
|  |             | Juan-Pablo Brzezicki | Juan-Pablo Brzezicki | 7           | 6           |  |  |              | Juan-Pablo Brzezicki | Juan-Pablo Brzezicki | 6            | 7            |  |
|  | 8           | Paolo Lorenzi        | Paolo Lorenzi        | 6(2)        | 0           |  |  |              |                      |                      |              |              |  |

### Sezione 4
|  | Primo turno | Primo turno      | Primo turno      | Primo turno | Primo turno |  |  | Ultimo turno | Ultimo turno    | Ultimo turno    | Ultimo turno | Ultimo turno |  |
|  |             |                  |                  |             |             |  |  |              |                 |                 |              |              |  |
|  | 4           | Carlos Berlocq   | Carlos Berlocq   | 6           | 6           |  |  |              |                 |                 |              |              |  |
|  |             | Horacio Zeballos | Horacio Zeballos | 3           | 3           |  |  | 4            | Carlos Berlocq  | Carlos Berlocq  | 6            | 6            |  |
|  |             | Eduardo Schwank  | Eduardo Schwank  | 6           | 6           |  |  |              | Eduardo Schwank | Eduardo Schwank | 3            | 4            |  |
|  | 6           | Boris Pašanski   | Boris Pašanski   | 4           | 2           |  |  |              |                 |                 |              |              |  |